# Sant Joan d'Aigasvivas
Sant Joan d'Aigasvivas (en francès Saint-Jean-d'Aigues-Vives) és un municipi francès del departament de l'Arieja i la regió d'Occitània.